# Římskokatolická farnost Želenice
Římskokatolická farnost Želenice (lat. Selnicium) je církevní správní jednotka sdružující římské katolíky na území obce Želenice a v jejím okolí. Organizačně spadá do teplického vikariátu, který je jedním z 10 vikariátů litoměřické diecéze.

## Historie farnosti

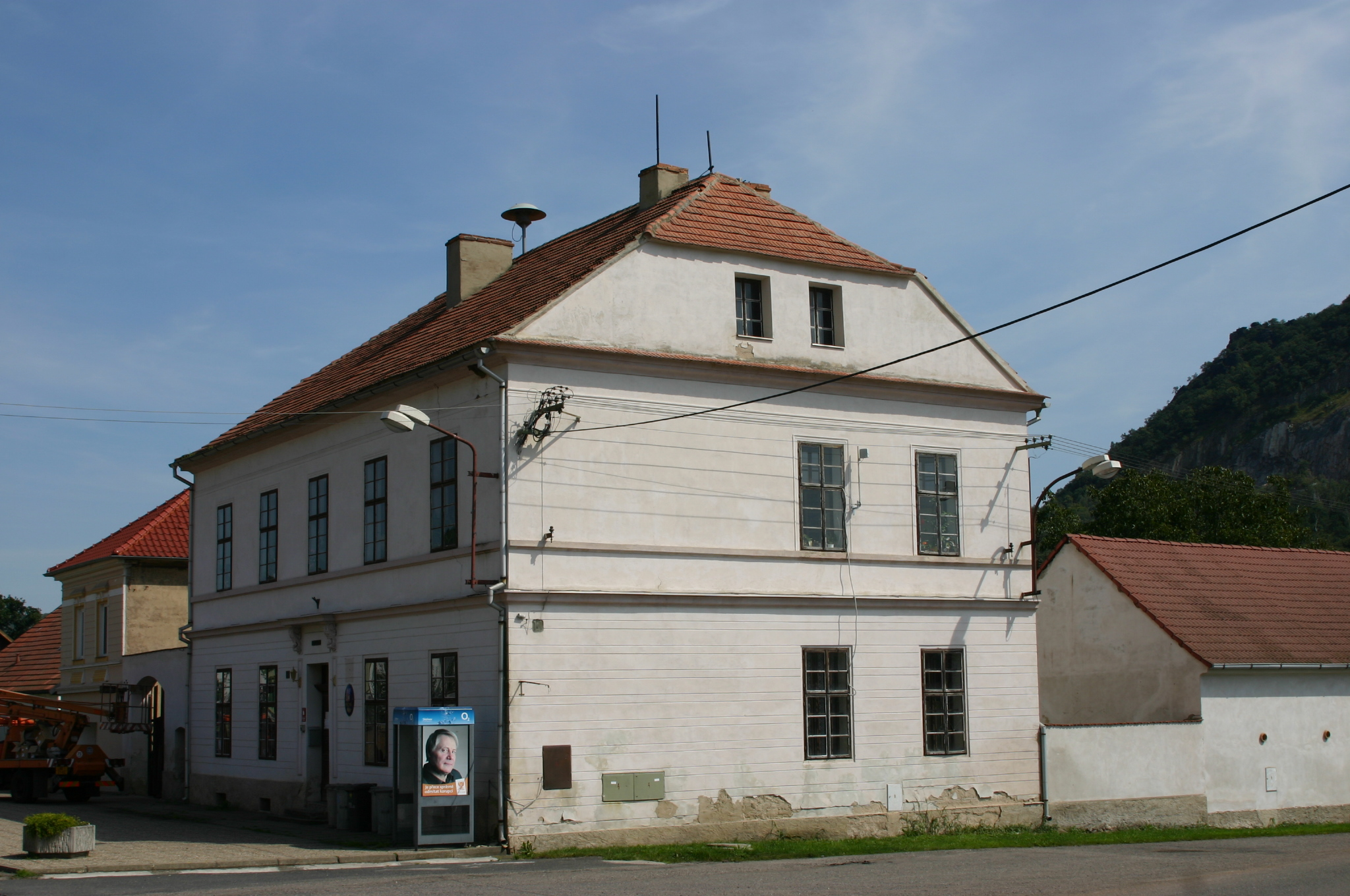
Původně fara, poté obecní úřad v Želenicích

Již v roce 1352 byla v místě plebánie, která zanikla zřejmě za husitských válek. Po bitvě na Bílé Hoře byla zřejmě obnovena až od roku 1650. Od roku 1650 jsou vedeny matriky.

### Duchovní správci vedoucí farnost

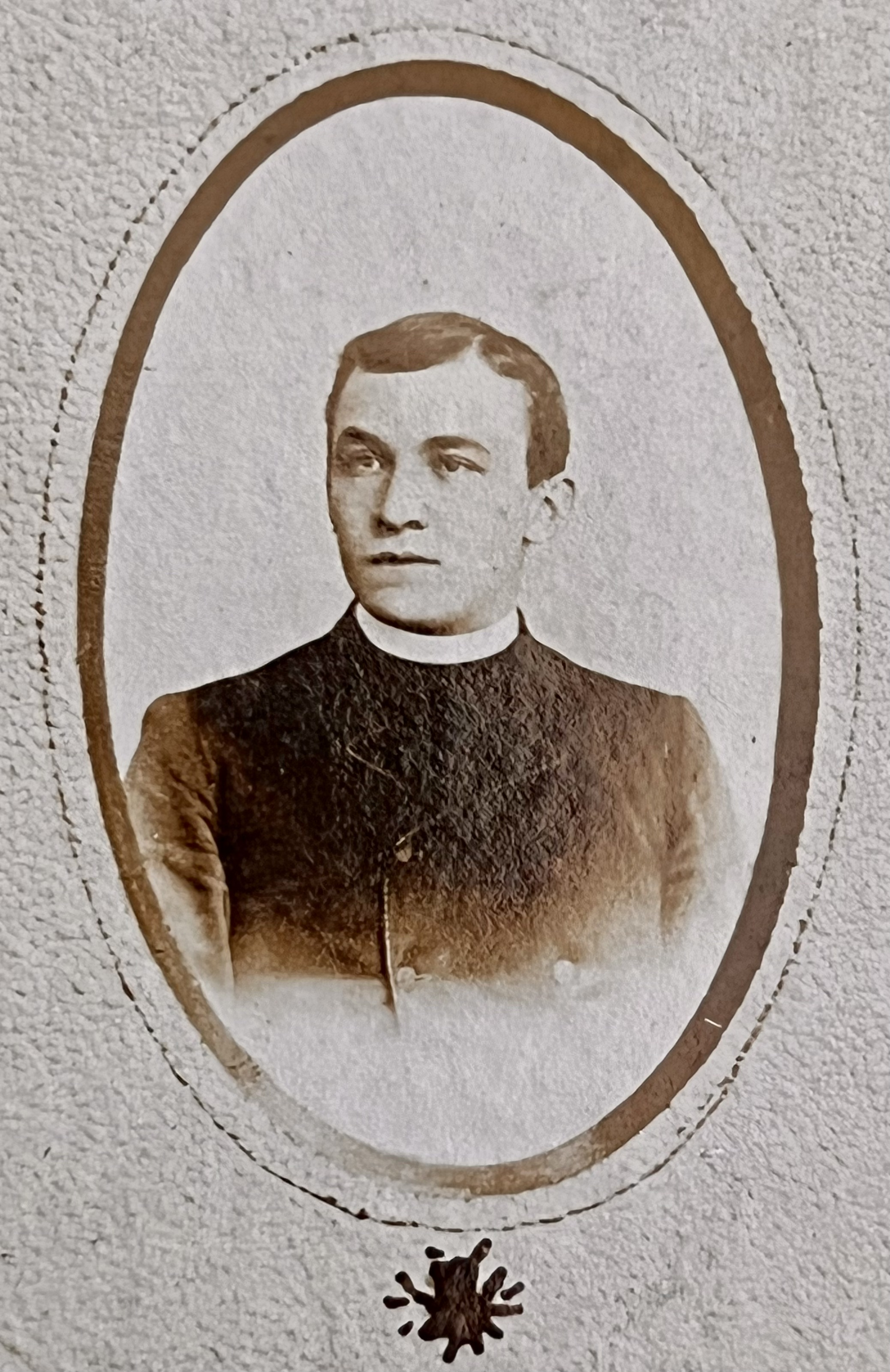
Václav Šembera, farář v r. 1905

Začátek působnosti jmenovaného v duchovní správě farnosti od roku:
- 1650 Andreas Czibiz S.J.
- 1653 Jac. Wenc. Werner
- 1658 Martin. Sutorimus
- 1659 Jacob. Prustaj
- 1673 Ioann. Franc. Cometa
- 1681 Friedd. Fiedler
- 1685 Balth. Languares
- 1689 Franc. Bombl
- 1699 Ioann. Sax
- 1710 Christ. Teigl
- 1717 Ioann. Franc. Eichler
- 1720 Franc. Koreisl
- 1723 Math. Rödl
- 1725 Ioann. Ign. Lindenthaller
- 1726 Nicol. Franc. Sperl
- 1748 Franc. Plodek
- 1751 Christ. Klupp
- 1752 Jos. Weiss
- 1764 Paul. Griesbach
- 1773 Jos. Nitschel
- 1793 Anton. Knechtl
- 1795 par. vacat, cap. Felician. Wolrab OFM Cap.
- 1795 Wenc. Laukota
- 1808 Ioan. Hablik
- 1815 Jos. Mildner, n. 1. 7. 1754 Chomutov, o. 23. 12. 1779, † 15. 10. 1827 (par. Bečov)
- 1828 Anton. Marsch, n. 20. 9. 1790 Skyricens., o. 15. 8. 1816
- 1829 Ign. Dittrich, n. 26. 12. 1785 M. Radčice, o. 11. 8. 1809
- 1834 Wenc. Ehrlich, n. 20. 2. 1789 M. Březno, o. 7. 8. 1813
  - 1854 chybí katalog
- 1855 Franc. Schram, n. 1. 8. 1811 Cheb, o. 3. 8. 1837, † 29. 6. 1880
- 1857 Jos. Baume, n. 8. 3. 1802 Bohnaens., o. 28. 9. 1832, † 20. 3. 1890
- 1890 Car. Trautzl, n. 27. 8. 1840 Wteln, o. 30. 6. 1864, † 2. 11. 1906
- 1892 par. vacat, admin. int. Car. Jos. Steiner
- 1893 Jos. Passig, n. 13. 12. 1843 Buschullersdorf, o. 15. 7. 1868, † 4. 5. 1925
- 1898 par. vacat, admin. int. Wenc. Bauernöpl
- 1899 Julius Klepsch, n. 10. 5. 1849 Kunersdosf, o. 14. 11. 1874, † 18. 3. 1918
- 1901 Wenc. Šembera, n. 4. 5. 1871 Sukordy, o. 7. 7. 1895, † 1. 6. 1906
- 1906 Franc. Prokert, n. 24. 10. 1868 Grosslippen, o. 17. 6. 1894, † 27. 10. 1921
- 1919 par. vacat admin. interc. Jos. Riedl
- 1920 Jos. Riedl, n. 12. 6. 1888 Tuchořitz, o. 11. 3. 1911, † 17. 1. 1930
- 1. 6. 1930 Franc. Tandler, n. 1. 10. 1877 Buschullersdorf, o. 11. 4. 1903
- 1. 10. 1945 Adolf Kreuz
- 1. 12. 1945 Ignác Windirsch
- 1. 6. 1946 Josef Palme
- 1. 6. 1958 Bohumil Řezníček
- 1. 8. 1969 Eduard Hrbatý S.D.B., admin. exc. z Bíliny
- 1. 7. 2003 Antonín Audy, admin. exc. z Bíliny
- 1. 9. 2011 Marcin Saj, admin. exc. z Bíliny[3]

Kromě kněží stojících v čele farnosti, působili ve farnosti v průběhu její historie i jiní kněží. Většinou pracovali jako farní vikáři, kaplani, katecheté, výpomocní duchovní aj.

## Území farnosti
Do farnosti náleží území obce:
- Braňany (Prohn)[p 2]
- Chouč (Kautz)[p 2]
- Kaňkov (Ganghof)[p 2]
- Liběšice (Liebeschitz,[2] Liebschitz[4])[p 2]
- Želenice (Selnitz)[p 2]

## Římskokatolické sakrální stavby a místa kultu na území farnosti
| | Fotografie | Stavba                         | Místo      | Bohoslužby                      | Zeměpisné souřadnice             | Status                             | Číslo kulturní památky                       |
| Kostely | Kostely    | Kostely                        | Kostely    | Kostely                         | Kostely                          | Kostely                            | Kostely                                      |
| --- | ---------- | ------------------------------ | ---------- | ------------------------------- | -------------------------------- | ---------------------------------- | -------------------------------------------- |
| 1. |            | Kostel sv. Václava             | Želenice   | bližší informace o bohoslužbách | 50°31′39″ s. š., 13°43′35″ v. d. | farní kostel                       | 10331/5-5526 (Pk•MIS•Sez•Obr•WD) (Q12031096) |
| 2. |            | Kostel sv. Kateřiny            | Chouč      | bližší informace o bohoslužbách | 50°30′42″ s. š., 13°46′2″ v. d.  | filiální kostel, hřbitovní         | 42933/5-2612 (Pk•MIS•Sez•Obr•WD) (Q24877431) |
| Kaple |            |                                |            |                                 |                                  |                                    |                                              |
| 3. |            | Kaple sv. Vavřince             | Mirošovice | bližší informace o bohoslužbách | 50°30′20″ s. š., 13°46′57″ v. d. | hřbitovní kaple                    | 42607/5-2616 (Pk•MIS•Sez•Obr•WD) (Q24635833) |
| 4. |            | Kaple sv. Antonína Paduánského | Kaňkov     | bližší informace o bohoslužbách | 50°32′20″ s. š., 13°44′5″ v. d.  | obecní kaple                       | —                                            |
| 5. |            | Kaple Nejsvětější Trojice      | Liběšice   | bližší informace o bohoslužbách | 50°31′11″ s. š., 13°44′46″ v. d. | obecní kaple                       | —                                            |
| 6. |            | Kaple                          | Braňany    | bližší informace o bohoslužbách | 50°32′24″ s. š., 13°42′2″ v. d.  | obecní kaple, hřbitovní            | —                                            |
| Zaniklé objekty |            |                                |            |                                 |                                  |                                    |                                              |
| 7. |            | Kostel sv. Dionisia            | Braňany    | nelze sloužit                   |                                  | zbořený filiální kostel, hřbitovní | —                                            |
| Některé drobné sakrální stavby a pamětihodnosti lze dohledat zde v databázi Drobné sakrální památky Zaniklé sakrální stavby lze dohledat zde v databázi Poškozené a zničené kostely, kaple a synagogy v České republice |            |                                |            |                                 |                                  |                                    |                                              |

Ve farnosti se mohou nacházet i další drobné sakrální stavby, místa římskokatolického kultu a pamětihodnosti, které neobsahuje tato tabulka.

## Příslušnost k farnímu obvodu
Z důvodu efektivity duchovní správy byl vytvořen farní obvod (kolatura) farnosti-arciděkanství Bílina, jehož součástí je i farnost Želenice, která je tak spravována excurrendo.

## Galerie

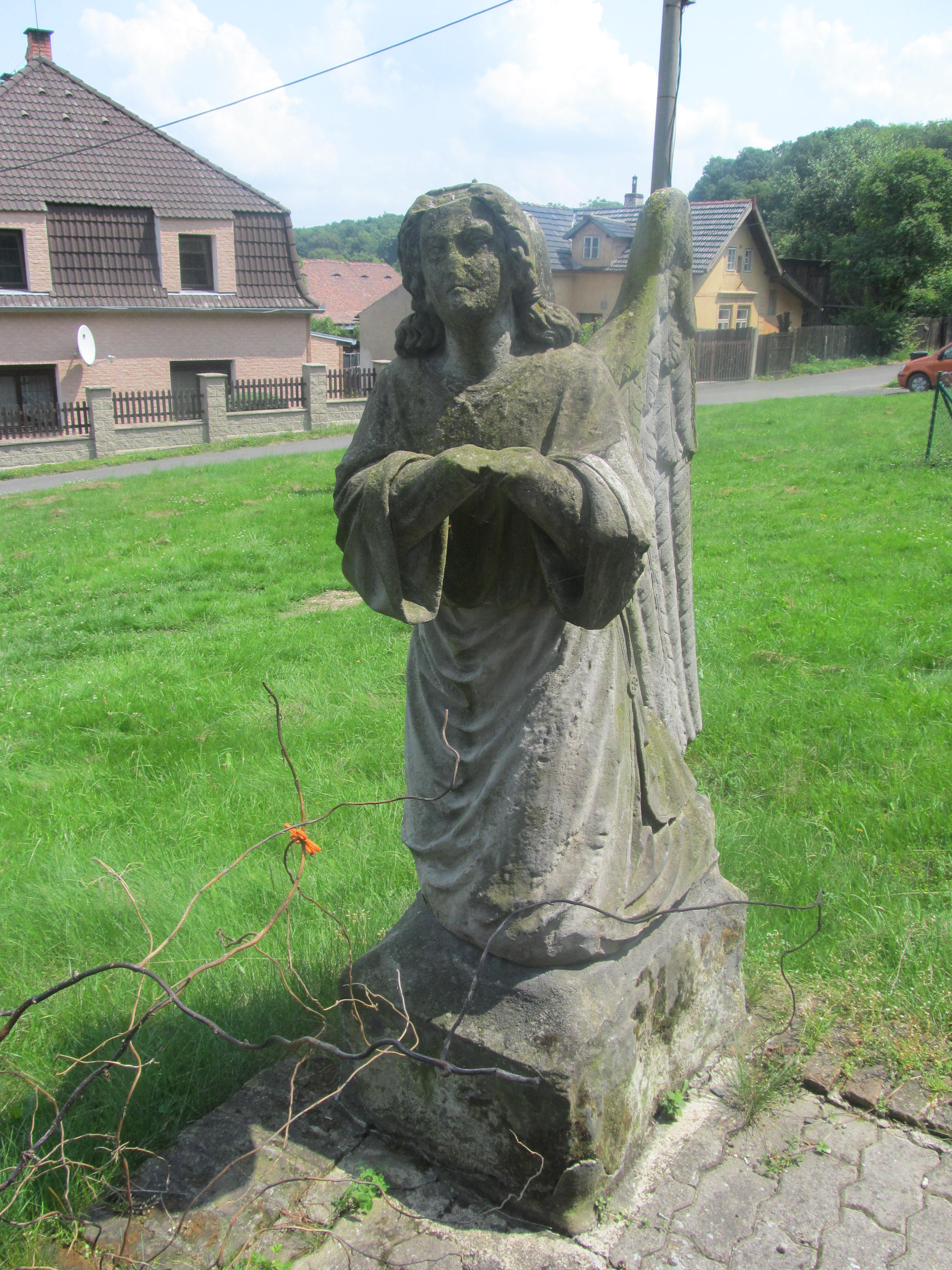
Plastika anděla u kaple sv. Anny v Kaňkově
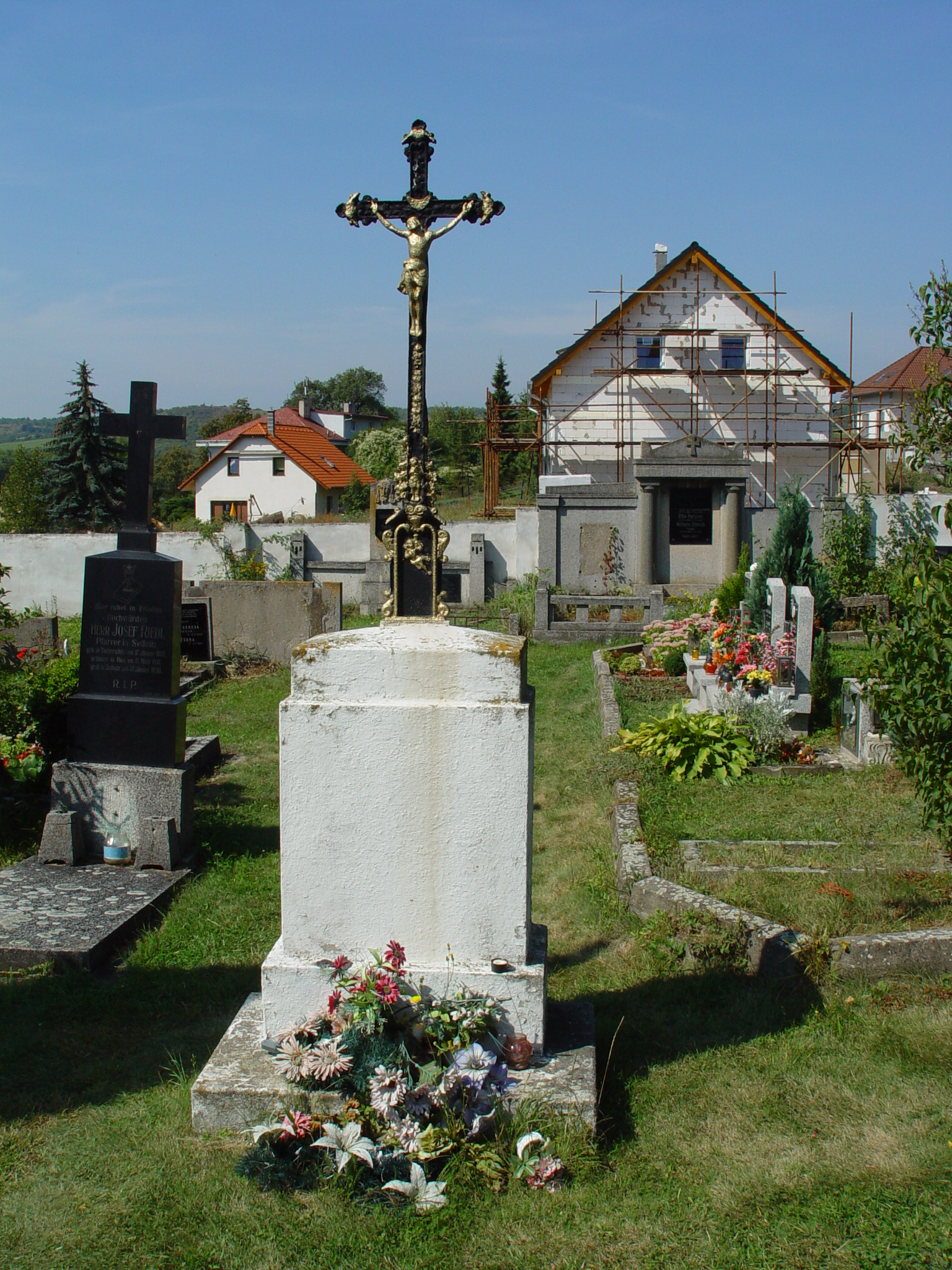
Hřbitov v Želenicích
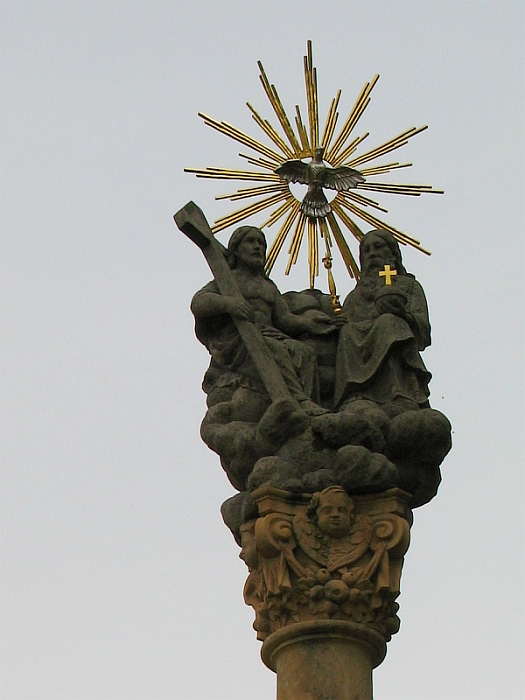
Sloup se sousoším Nejsvětější Trojice v Mirošovicích